# US Open 1968
| ◄ US Open 1968 ►                                                             | ◄ US Open 1968 ►               |
| ---------------------------------------------------------------------------- | ------------------------------ |
| Datum:                                                                       | 29. August–8. September 1968   |
| Auflage:                                                                     | 88. US Open                    |
| Ort:                                                                         | Forest Hills, New York         |
| Belag:                                                                       | Rasen                          |
| Titelverteidiger                                                             |                                |
| Herreneinzel:                                                                | John Newcombe                  |
| Dameneinzel:                                                                 | Billie Jean King               |
| Herrendoppel:                                                                | John Newcombe Tony Roche       |
| Damendoppel:                                                                 | Rosie Casals Billie Jean King  |
| Mixed:                                                                       | Billie Jean King Owen Davidson |
| Sieger                                                                       |                                |
| Herreneinzel:                                                                | Arthur Ashe                    |
| Dameneinzel:                                                                 | Virginia Wade                  |
| Herrendoppel:                                                                | Bob Lutz Stan Smith            |
| Damendoppel:                                                                 | Maria Bueno Margaret Court     |
| Mixed:                                                                       | Mary-Ann Eisel Peter Curtis    |
| Grand Slams 1968                                                             |                                |
| - Australian Championships - French Open - Wimbledon Championships - US Open |                                |

Die 88. US Open 1968 waren ein Tennis-Rasenplatzturnier der Klasse Grand Slam, das von der ITF veranstaltet wurde. Es fand vom 29. August bis 8. September 1968 in Forest Hills, New York, Vereinigte Staaten statt. Erstmals in der Geschichte des Turniers waren professionelle Tennisspieler zugelassen. Das Preisgeld der Veranstaltung lag bei 100.000 US-Dollar.
Titelverteidiger im Einzel waren John Newcombe bei den Herren sowie Billie Jean King bei den Damen.

## Herreneinzel
Setzliste
| Nr. | Spieler        | Erreichte Runde |
| --- | -------------- | --------------- |
| 01. | Rod Laver      | Achtelfinale    |
| 02. | Tony Roche     | Achtelfinale    |
| 03. | Ken Rosewall   | Halbfinale      |
| 04. | John Newcombe  | Viertelfinale   |
| 05. | Arthur Ashe    | Sieg            |
| 06. | Dennis Ralston | Viertelfinale   |
| 07. | Clark Graebner | Halbfinale      |
| 08. | Tom Okker      | Finale          |

| Nr. | Spieler          | Erreichte Runde |
| --- | ---------------- | --------------- |
| 09. |                  | Rückzug         |
| 10. | Andrés Gimeno    | 1. Runde        |
| 11. | Fred Stolle      | 2. Runde        |
| 12. | Charlie Pasarell | 3. Runde        |
| 13. | Pancho Gonzales  | Viertelfinale   |
| 14. | Roy Emerson      | Achtelfinale    |
| 15. | Marty Riessen    | 2. Runde        |
| 16. | Cliff Drysdale   | Viertelfinale   |

## Dameneinzel
Setzliste
| Nr. | Spielerin        | Erreichte Runde |
| --- | ---------------- | --------------- |
| 01. | Billie Jean King | Finale          |
| 02. | Ann Jones        | Halbfinale      |
| 03. | Judy Tegart      | Viertelfinale   |
| 04. | Margaret Court   | Viertelfinale   |

| Nr. | Spielerin      | Erreichte Runde |
| --- | -------------- | --------------- |
| 05. | Maria Bueno    | Halbfinale      |
| 06. | Virginia Wade  | Sieg            |
| 07. | Mary-Ann Eisel | 1. Runde        |
| 08. | Kristy Pigeon  | 2. Runde        |

## Herrendoppel
Setzliste
| Nr. | Paarung                     | Erreichte Runde |
| --- | --------------------------- | --------------- |
| 01. | John Newcombe Tony Roche    | Viertelfinale   |
| 02. | Ken Rosewall Fred Stolle    | Achtelfinale    |
| 03. | Roy Emerson Rod Laver       | 2. Runde        |
| 04. | Mal Anderson Dennis Ralston | Viertelfinale   |

| Nr. | Paarung                         | Erreichte Runde |
| --- | ------------------------------- | --------------- |
| 05. | Tom Okker Marty Riessen         | Viertelfinale   |
| 06. | Bob Lutz Stan Smith             | Sieg            |
| 07. | Arthur Ashe Andrés Gimeno       | Finale          |
| 08. | Clark Graebner Charlie Pasarell | Halbfinale      |

## Damendoppel
Setzliste
| Nr. | Paarung                        | Erreichte Runde |
| --- | ------------------------------ | --------------- |
| 01. | Rosie Casals Billie Jean King  | Finale          |
| 02. | Françoise Dürr Ann Jones       | Halbfinale      |
| 03. | Maria Bueno Margaret Court     | Sieg            |
| 04. | Mary-Ann Eisel Carole Graebner | 1. Runde        |

## Mixed
Während der US Open 1968 wurde kein Mixed Doppel gespielt. Ergebnisse, über die manchmal berichtet wird, stammen von den nationalen, amerikanischen Meisterschaften, die einen Monat eher in Boston stattfanden.